# إرنست تلمان
إرنست تلمان (بالألمانية: Ernst Thälmann) (16 أبريل 1886 - 18 أغسطس 1944)، كان سياسيا شيوعيا ألمانيًا، وشغل منصب زعيم الحزب الشيوعي في ألمانيا (KPD) من 1925 إلى 1933.
ولأنه كان ملتزما بالإيديولوجية الستالينية، فقد لعب ثلمان دورا رئيسيا في عدم الاستقرار السياسي خلال أواخر فترة حكم جمهورية فايمار في ألمانيا، حيث سعى الحزب الشيوعي الألماني صراحة إلى الإطاحة بالديمقراطية الليبرالية في الجمهورية. تحت قيادته، كان الحزب الشيوعي الألماني مرتبطًا ارتباطًا وثيقًا بحكومة الاتحاد السوفيتي وسياسات جوزيف ستالين، حيث ومنذ عام 1928 كان الحزب إلى حد كبير تسيطر عليه وتموله حكومة ستالين. اعتبر الحزب الشيوعي الألماني تحت قيادة تلمان الحزب الاشتراكي الديمقراطي (SPD) خصمه الرئيسي واعتمد الحزب الموقف القائل بأن الديمقراطيين الاجتماعيين كانوا «فاشيين اجتماعيين».
كان تلمان أيضا زعيما لقوات تحالف مقاتلي الجبهة الحمراء (بالألمانية: Roter Frontkämpferbund) شبه العسكرية، التي صُنِّفَت سنة 1929 كمُتطرفة من قبل الحزب الديمقراطي الاجتماعي الألماني الحاكم آنذاك، وفي عام 1932 أسس منظمة أنتيفاشستيتش أكتيون (بالألمانية: Antifaschistische Aktion) أو أنتيفا، والتي ركزت هجماتها على المنظمة شبه العسكرية الاشتراكية الجبهة الحديدية (بالإنجليزية: Iron Front)‏. ألقي القبض على تلمان من قبل الجستابو في عام 1933 واحتجز في الحبس الانفرادي لمدة أحد عشر عاماً؛ لم يطلب ستالين إطلاق سراحه عندما دخل في حلف مولوتوف-ريبنتروب مع ألمانيا، وتجاهل منافس تلمان في الحزب والتر أولبريخت طلبات التماس نيابة عنه. تم إعدام العديد من أقرب المقربين من تلمان الذين هاجروا إلى الاتحاد السوفيتي خلال عملية التطهير الكبرى في الثلاثينيات من القرن الماضي. أُعدم تلمان رميا بالرصاص في معسكر بوخنفالد بناء على أوامر من أدولف هتلر شخصيا في عام 1944.

## السجن
بعد ظهر يوم 3 مارس 1933، تم اعتقال تلمان مع سكرتيرته الشخصية فيرنر هيرش في منزل هانز ومارثا كلوتشينسكي في برلين. بعد معاهدة عدم الاعتداء الألمانية السوفيتية وغزو ألمانيا لبولندا عام 1939، وعلى الرغم من ولاء تلمان لستالين خلال فترة قيادته للحزب الشيوعي الألماني، أزالت موسكو شعارا ليوم الشباب العالمي لعام 1939 أتت فيه عبارة "عاش الرفيق" تالمان! " وتم استبداله بعبارة "عاشت السياسة الخارجية الحكيمة للاتحاد السوفيتي، مسترشدة بتعليمات الرفيق ستالين". فَضل منافس تلمان في الحزب والتر أولبريخت تجاهل طلبات عديدة من عائلة تلمان للحصول على المساعدة في إطلاق سراحه، مفضلاً ترك تلمان في السجن؛ وفي الوقت نفسه، تم إعدام العديد من الشيوعيين الألمان ممن كانوا مُقربين من تلمان في معسكرات ستالين في الثلاثينيات.

## الاغتيال
أمضى تلمان أكثر من أحد عشر عامًا في الحبس الانفرادي. في أغسطس 1944، تم نقله من سجن بوتسن إلى معسكر اعتقال بوخنفالد، حيث تم إعدامه رميا بالرصاص في 18 أغسطس وحُرقت جثته على الفور. بعد ذلك بفترة وجيزة، ادعى النازيون في إعلان أن إرنست ثلمان ورودولف بريتشيد توفيا في هجوم بالقذائف شنته قوات الحلفاء في 23 أغسطس.

## كتاباته (مختارات)
- Der Kampf um die Gewerkschaftseinheit und die deutsche Arbeiterklasse. Referat und Schlußwort auf dem 10. Parteitag der KPD (بالألمانية)
- Wedding gegen Magdeburg (revolutionärer Befreiungskampf oder kapitalistische Sklaverei) (بالألمانية)
- Katastrophe oder Sozialismus? Ernst Thälmanns Kampfruf gegen die Notverordnungen (بالألمانية)
- Ernst Thälmann und die Jugendpolitik der KPD (بالألمانية)
- An Stalin. Briefe aus dem Zuchthaus 1939 bis 1941 (بالألمانية)

## روابط خارجية
- إرنست ثلمان على موقع IMDb (الإنجليزية)
- إرنست ثلمان على موقع الموسوعة البريطانية (الإنجليزية)
- إرنست ثلمان على موقع مونزينجر (الألمانية)
- إرنست ثلمان على موقع قاعدة بيانات الأفلام السويدية (السويدية)
- إرنست ثلمان على موقع قاعدة بيانات الفيلم (الإنجليزية)
- إرنست ثلمان على موقع كينوبويسك (الروسية)